# Donaufestwochen

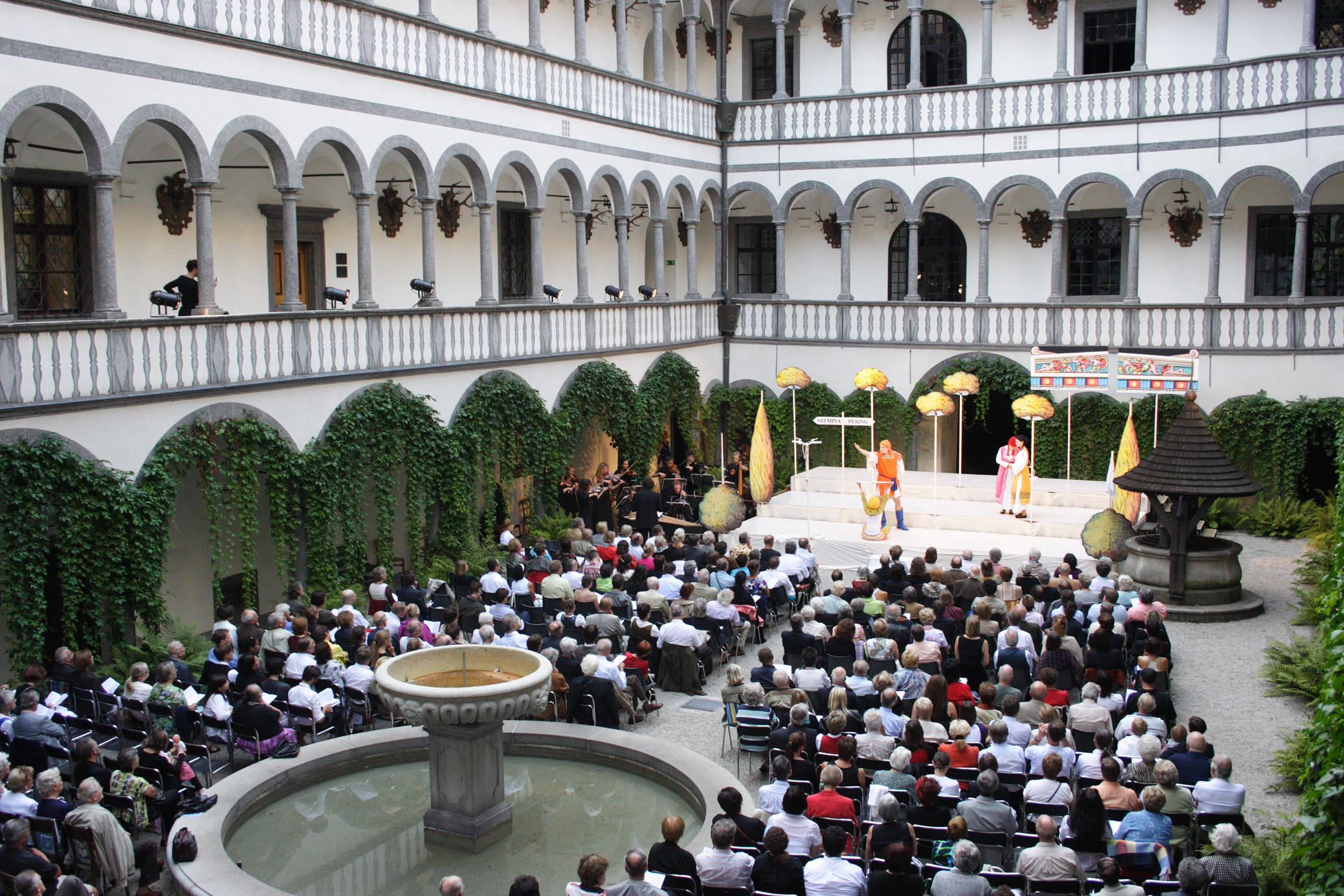
Einblick in Vivaldis Oper L’olimpiade im Arkadenhof von Schloss Greinburg

Die Donaufestwochen im Strudengau sind ein Festival für Alte Musik mit Kontrapunkt aus der Moderne.
Das Festival findet seit 1995 jährlich an mehreren Veranstaltungsorten im ober- und niederösterreichischen Strudengau statt.

## Organisation
Festival-Intendantin ist seit 2003 Michi Gaigg, die Leiterin des L’Orfeo Barockorchesters. Träger der Donaufestwochen ist der Verein Kulturforum Donauland Strudengau, der 1991 zur Vernetzung der regionalen Kulturvereine der Region Strudengau gebildet wurde. Die Durchführung der Veranstaltungen obliegt den einzelnen Vereinsmitgliedern. Jährlicher Höhepunkt ist die Opern-Eigenproduktionen im Arkadenhof der Greinburg.
Im Juli 2024 wurde bekanntgegeben, dass Norbert Trawöger als Nachfolger von Michi Gaigg ab 2025 die Donaufestwochen leiten soll.

## Veranstaltungsorte
Schloss Greinburg ist einer der bedeutendsten Veranstaltungsorte des Festivals. Jedes Jahr werden die Festwochen dort im Arkadenhof oder bei Schlechtwetter im Rittersaal eröffnet, ebenso geht dort die jährliche Opern-Eigenproduktion über die Bühne.
Die Stiftskirche Waldhausen, die Pfarrkirche Bad Kreuzen und die Stiftskirche Ardagger sind Aufführungsorte ausgewählter Konzerte. Für die vorwiegend als Matineen gestalteten Aufführungen in der Stiftskirche Waldhausen konnten in den vergangenen Jahren Interpreten wie beispielsweise das L’Orfeo Barockorchester, Chorus sine nomine, Concilium Musicum Wien, Ars Antiqua Austria, Bach Consort Wien und das Harmony of Nations Baroque Orchestra gewonnen werden.
Von 1996 bis 1998 wurden Konzerte im Schloss Innernstein in Münzbach u. a. mit den Salzburger Residenzsolisten veranstaltet.
Seit 1997 gehört auch Saxen zu den Veranstaltungsorten der Donaufestwochen in Saxen, wo in der Musikhauptschule und im Strindbergmuseum u. a. bereits Erika Pluhar, Robert Meyer, Karlheinz Hackl, Julia Stemberger, Christian Altenburger, Gusti Wolf, Topsy Küppers, Helmut Jasbar und der Tenor Maximilian Kiener auftraten.
Weitere Spielstätten sind die Filialkirche Altenburg, die Stiftskirche Baumgartenberg und die Gießenbachmühle in St. Nikola an der Donau am Eingang der Stillensteinklamm. Die Filialkirche Altenburg war seit 1999 Aufführungsort für Konzerte von Annegret Siedel, Bell Arte Salzburg, Carin van Heerden, Thomas Bogner, Jörg Halubek, Brett Leighton, Midori Seiler, Juris Teichmanis und Hiro Kurosaki. In der Stiftskirche Baumgartenberg gastierten u. a. Peter Assmann, Erdmuthe Scherzer-Klinger, Erich Traxler, Elisabeth Ullmann und das Ensemble Responsorium Zagreb.
Im Vierkanthof der Familie Hauer in Ardagger werden seit 1997 Jazz-Konzerte mit Interpreten wie Agnes Heginger und Klaus Wienerroither angeboten.
Der Großdöllnerhof im Naturpark Mühlviertel in Rechberg ist seit 2004 alljährlich Schauplatz von LandART – der Ausstellung von im Rahmen der Donaufestwochen vom Bildhauer Willibald Katteneder geschaffenen Kunstwerke.
Weitere Aufführungsorten sind:
- Burg Kreuzen
- Pfarrkirche Münzbach
- Pfarrkirche Windhaag
- Stadtplatz Grein
- Hauptschule Saxen
- Palmhaus-Werk der Firma Baumann in Baumgartenberg
- Cafe Blumensträußl in Grein

## Aufführende
Beispielhafte Aufzählung bekannter Orchester, Chöre, Ensembles und Künstler und Eröffnungsredner, die einmal oder mehrmals verpflichtet werden konnten:
- A Corte Musical, Ensemble unter der Leitung von Rogério Conçalves
- Christian Altenburger
- Ars Antiqua Austria
- Peter Assmann
- Bogdan Bacanu
- Matthias Bartolomey
- Johannes Maria Bogner
- Alice Borciani
- Capella Leopoldina
- Chorus sine nomine
- Concerto Stella Matutina
- Concilium Musicum Wien unter der Leitung von Paul Angerer
- Elfriede Czurda
- Ensemble 15.21
- Gabriel Díaz
- Fortepiano und Claire Genewein
- Olga Flor
- Franzobel
- Olaf Van Gonnissen
- Gerhard Gruber
- Rico Gulda
- Reinhard von Gutzeit
- Erich Hackl
- Jörg Halubek
- Carin van Heerden
- Peter Herbert
- Hubert Hoffmann
- Cornelia Horak
- Simona Houda-Šaturová
- Markus Huber
- August Humer
- Philharmonie Salzburg
- Helmut Jasbar
- Eva Juárez
- Manuela Kloibmüller
- Topsy Küppers
- Hiro Kurosaki
- London Baroque mit Emma Kirkby und Hannah Medlam
- Peter Madsen
- Robert Meyer
- Anna Mitgutsch[8]
- L’Orfeo Barockorchester
- Quartett New Generation Amsterdam
- Michael und Martin Öttl
- Erika Pluhar
- Quadriga Consort
- Julya Rabinowich
- Isabella Reder
- Kathrin Röggla
- Salzburger Hofmusik, Leitung Wolfgang Brunner
- Robert Schindel
- Christine Schornsheim
- Julian Schutting
- Heinrich Schweiger
- Midori Seiler
- Julia Stemberger
- David Tronzo
- Vienna Art Orchestra
- Ensemble Vivante[9]
- Peter Waldner
- Anna Weidenholzer
- Kai Wessel
- Wiener Kammerchor
- Gusti Wolf
- Jörg Zwicker

## Operneigenproduktionen
Höhepunkt der Donaufestwochen ist die jährliche Opern-Eigenproduktion mit Opernraritäten aus Barock und Frühklassik auf Schloss Greinburg. Unbekanntere Werke von Meistern der Musikgeschichte wie Telemann, Händel oder Mozart kommen zur Aufführung.
Seit 1995 wurden folgende Opern bzw. Singspiele dargeboten:
- 1995 und 2001: La danza von Christoph Willibald Gluck (1755)[10]
- 1996: La canterina von Joseph Haydn (1766)
- 1997: La Rosaura von Alessandro Scarlatti (um 1690)
- 1998: Apollo et Hyacinthus von Wolfgang Amadeus Mozart
- 1999: Dafne in Laura von Johann Joseph Fux
- 2000: Aci, Galatea e Polifemo von Georg Friedrich Händel (1708)
- 2002: Les fêtes vénitiennes von André Campra (1710)[11]
- 2003: Don Quichotte auf der Hochzeit des Comacho von Georg Philipp Telemann (1761)
- 2004: The Fairy-Queen von Henry Purcell (1692)[12]
- 2005: Zaide von Wolfgang Amadeus Mozart (1779/80)[13]
- 2006: Ottone, re di Germania von Georg Friedrich Händel (1722)[14]
- 2007: Romeo und Julie von Georg Anton Benda (1784, Mannheimer Fassung)[15]
- 2008: L’olimpiade von Antonio Vivaldi[16]
- 2009: Almira, Königin von Castilien von Georg Friedrich Händel (1705)[17]
- 2010: Orpheus, oder Die wunderbare Beständigkeit der Liebe von Georg Philipp Telemann[18]
- 2011: La Guerra de los Gigantes von Sebastián Durón[19]
- 2012: La Betulia liberata von Wolfgang Amadeus Mozart, Geistliche Bühnendramatik
- 2013: El impossible mayor en amor le vence Amor von Sebastián Durón
- 2014: Pigmalion und Anacréon von Jean-Philippe Rameau
- 2015: Die verstellte Gärtnerin von Wolfgang Amadeus Mozart
- 2016: Der geliebte Adonis von Reinhard Keiser
- 2017: La Lisarda von Giovanni Battista Mariani
- 2019: L’incontro improvviso von Joseph Haydn (1775)[20]
- 2022: Moro per amore von Alessandro Stradella
- 2023: Zaide von Wolfgang Amadeus Mozart
- 2024: Die wüste Insel von Joseph Haydn

## CD-Einspielungen
Die erste Aufnahme einer Opernproduktion der Donaufestwochen, Telemanns Orpheus oder die wunderbare Beständigkeit der Liebe entstand im Sommer 2010. Im Rahmen des Festkonzerts zum 15-jährigen Bestehen des L’Orfeo Barockorchesters in der Stiftskirche Waldhausen erfolgte 2011 unter der Leitung von Michi Gaigg die Einspielung von Schuberts Konzertouvertüren und der Symphonie Nr. 5. Auch die Opernproduktion 2011, Sebastián Duróns Oper La Guerra de los Gigantes mit dem Ensemble A Corte Musical unter der Leitung von Rogério Goncalves, und 2012, Mozarts Betulia liberata mit dem L’Orfeo Barockorchester erschienen auf CD.

## Kinder- und Jugendarbeit
Die seit mehreren Jahren bestehende Opernwerkstatt für Kinder soll diese für die Sprache der Musik begeistern. Eine Bühnenwerkstätte in Zusammenarbeit mit dem Polytechnischen Lehrgang der HIT Grein dient der Einbindung Jugendlicher. Die 2008 vom Kulturforum Donauland-Strudengau ins Leben gerufene Singschule Strudengau eröffnet Kindern und Jugendlichen ganzjährig die Möglichkeit zu einer gesanglichen Grundausbildung (Stimmbildung, Rhythmik, Chorgesang). Der freie Eintritt für junge Menschen bis 15 Jahre bei den Veranstaltungen der Donaufestwochen erlaubt es den jungen Menschen ihrer Neugierde freien Lauf zu lassen und animiert Familien zum gemeinsamen Musikerleben.